# Камзі Гунаратнам
Камзі Гунаратнам (уроджена Хамшаджіні Гунаратнам, тамільська мова: கம்சாயினி குணரத்தினம், Джафна, Шрі-Ланка (23 березня 1988 або 27 березня 1988 , Джафна, Шрі-Ланка ) — норвезька політик, член Норвезької робітничої партії, заступник мера Осло (2015-2021), депутатка Стортингу (з 2021 року).

## Політична діяльність
Гунаратнам вперше була обрана депутатом міської ради Осло в 2007 році. З 2013 по 2017 року працювала помічником депутата Стортингу. 21 жовтня 2015 року призначена на посаду заступника мера Осло. Входить до Норвезької робітничої партії, яка виступає за прогресивний, соціал-демократичний підхід у політиці. У Лізі робітничої молоді (AUF) обіймала ключові посади як на місцевому так і на центральному рівні та призначалася редактором загальнонаціонального журналу «Praksis»
Під час інтерв'ю з журналісткою Ґардіан Лорен Разаві через два місяці після обрання Гунаратнам описала свій політичний підхід: «Єдиний спосіб рухати суспільство вперед — це не погоджуватися, обговорювати й придумувати нові рішення проблеми, з якою ми стикаємося. Нам потрібно залучити якомога більше людей, щоб реалізувати найкращі рішення для нашого міста та нашої країни. Через 10 або навіть 100 років ми повинні мати можливість подивитися на себе в дзеркало і розповісти нашим дітям і онукам, що ми прийняли ці рішення і пишаємося тим, що зробили все можливе».
Гунаратнам відома своєю творчістю та широкою толерантністю до різних етнічних груп, політичних поглядів і релігійних віросповідань. Утім, вона також відома як противник розповсюдження ворожнечі в Інтернеті, якій вона також сама була піддана.

## Реакція на європейську кризу біженців
Розмовляючи з журналісткою Ґардіан Лорен Разаві в грудні 2015 року, Гунаратнам сказала: «Я вважаю, що кожна країна повинна взяти на себе відповідальність. Був час, коли норвежці летіли через Атлантику до США через ситуацію в Норвегії. Сьогодні люди сприймають Норвегію як чудове місце, і ми повинні гордитися за це».

## Життєпис
Камзі Гунаратнам народилася 1988 року на Шрі-Ланці і переїхала з родиною до Норвегії як біженка, у трирічному віці. Її батьки були тамільськими біженцями, які працювали в рибній промисловості на півночі Норвегії, хоча вони переїхали в Осло через кілька років після прибуття в країну, щоб Гунаратнам та її брат могли навчатися в тамільській школі.
Приєднавшись до Тамільської молодіжної організації в Осло, Гунаратнам зустрілася з діючим на той час мером Раймондом Йохансеном, який заохочував її зайнятися політикою, що вона й зробила. Згодом їй заборонили повертатися до Шрі-Ланки через її активну політичну діяльність у Норвегії. Пізніше Камзі Гунаратнам вивчала соціальну географію в університеті Осло. У жовтні 2018 року вона офіційно прийняла ім'я Камзі, за яким вона вже давно відома у Норвегії.

### Жертва атаки в Норвегії 2011 року
22 липня 2011 року 23-річна Гунаратнам відвідувала табір Ліги робітничої молоді на острові Утея, де Андерс Беринг Брейвік вчинив різанину, в результаті якої загинули 69 людей. Гунаратнам пропливла 500 метрів через озеро Тюріфйорд, щоб вижити, тікаючи від куль, що влучали у воду навколо неї. Пізніше Брейвіка було визнано винним за багатьма звинуваченнями і засуджено також і через замах на її вбивство.